# Gau
Et gau (flertal gaue) var oprindelig en frankisk understatlig enhed. Ordet er en germansk form for latinsk pagus, som man også finder i fransk pays. Gaue var de vigtigste administrative enheder i Frankerriget i  det 9. og 10. århundrede. Mange af dem gik over til at blive grevskaber. Greverne blev først udnævnt som guvernører, men efterhånden gik det over til at blive et arveligt embede. 

## Nazityskland
I Tyskland baserede det nationalsocialistiske parti NSDAP sin territorielle struktur på gau. Da partiet blev reorganiseret i 1925, blev landet inddelt i regioner som omtrentlig modsvarede de gamle kredse for rigsdagsvalg. Efter partiets magtovertagelse i 1933 var regionerne også civilforsvarsdistrikter. Hvert gau blev ledet af en Gauleiter, udnævnt af Hitler.
Hvert Gau var videre inddelt i Kreise (kredse), styrede af en Kreisleiter, og disse igen var delt i Ortsgruppen (lokalgrupper). I byerne var der et yderligere niveau, da hver Ortsgruppe var delt i Zellen (celler). 
Ved Anschluss i 1938 blev der oprettet Reichsgaue for Østrig. I 1939, efter Nazityskland havde fuldført sin invasion af Tjekkoslovakiet, blev det primært tysktalende Sudeterland indlemmet i Tyskland som Reichsgau Sudetenland, mens resten af den tjekkiske del af Tjekkoslovakiet blev det på papiret selvstyrende Bøhmen-Mæhren-protektorat (Slovakiet blev ved samme lejlighed udskilt som en lydstat). Efter invasionen af Polen senere samme år blev Reichsgau Danzig-Westpreußen og Reichsgau Wartheland oprettet.
Ved systemets oprettelse var der 30 Gaue, hvilket efter krigens udbrud var steget til 42. Dertil kom Auslandsorganisation, som blev administreret som et Gau. Det var planer om at oprette flere i besatte områder; specielt i Belgien kom disse planer langt i 1944. Men eftersom krigslykken vendte, blev planerne aldrig ført ud i livet.

### Liste overGaue
| Gau                      | Administrationssted        | Bemærkninger                                   |
| Baden                    | Karlsruhe                  | Inkluderede Alsace                             |
| Bayreuth                 | Bayreuth                   | Bayrische Ostmark til 1943                     |
| Berlin                   | Berlin W9                  |                                                |
| Danzig-Vestpreussen      | Danzig                     |                                                |
| Düsseldorf               | Düsseldorf                 |                                                |
| Essen                    | Essen                      |                                                |
| Franken                  | Nürnberg                   |                                                |
| Halle-Merseburg          | Halle                      |                                                |
| Hamburg                  | Hamburg                    |                                                |
| Hessen-Kassel            | Kassel                     |                                                |
| Hessen-Nassau            | Frankfurt am Main          |                                                |
| Kärnten                  | Klagenfurt                 |                                                |
| Köln-Aachen              | Köln                       |                                                |
| Magdeburg-Anhalt         | Dessau                     |                                                |
| Main-Franken             | Würzburg                   |                                                |
| Mark Brandenburg         | Berlin W35                 |                                                |
| Mecklenburg              | Schwerin                   |                                                |
| Moselland                | Koblenz                    | Koblenz-Trier til 1942; inkluderede Luxembourg |
| München-Øvre Bayern      | München                    |                                                |
| Niederdonau              | Wien                       |                                                |
| Nedre Schlesien          | Breslau                    |                                                |
| Oberdonau                | Linz                       |                                                |
| Øvre Schlesien           | Kattowitz                  |                                                |
| Øst-Hannover             | Lüneburg                   |                                                |
| Østpreussen              | Königsberg                 | Inkluderede dele af Polen og Hviderusland      |
| Pommern                  | Stettin                    |                                                |
| Sachsen                  | Dresden                    |                                                |
| Salzburg                 | Salzburg                   |                                                |
| Schleswig-Holstein       | Kiel                       |                                                |
| Schwaben                 | Augsburg                   |                                                |
| Steiermark               | Graz                       | Inkluderede dele af Jugoslavien                |
| Sudetenland              | Reichenberg                |                                                |
| Sydhannover-Braunschweig | Hannover                   |                                                |
| Thüringen                | Weimar                     |                                                |
| Tirol-Vorarlberg         | Innsbruck                  |                                                |
| Wartheland               | Posen                      |                                                |
| Weser-Ems                | Oldenburg                  |                                                |
| Nordwestfalen            | Münster                    |                                                |
| Sydwestfalen             | Bochum                     |                                                |
| Westmark                 | Neustadt an der Weinstraße | Saarpfalz til 1942, inkluderede Lorraine       |
| Wien                     | Wien                       |                                                |
| Württemberg-Hohenzollern | Stuttgart                  |                                                |
| Auslandsorganisation     | Berlin                     |                                                |